# Heinz Späing

Heinz Späing

Heinz Späing (* 5. Januar 1893 in Meschede; † 20. Januar 1946 in Rothenburg) war ein deutscher Politiker (NSDAP).

## Leben und Wirken

### Leben im Kaiserreich
Späing besuchte die Volksschule und ein Realgymnasium in Mülheim an der Ruhr. Danach schlug er die Verwaltungslaufbahn in Mülheim an der Ruhr ein, wo er es bis zum Abteilungsleiter beim Arbeitsamt brachte.
Von 1914 bis 1918 nahm Späing am Ersten Weltkrieg teil. Im Krieg, den er als Angehöriger des 1. Garde-Regiments zu Fuß und des Infanterie-Regiments 469 erlebte, wurde er dreimal verwundet.

### Weimarer Republik
Nach dem Krieg, trat Späing – der zu diesem Zeitpunkt den Rang eines Leutnants innehatte – in ein Freikorps ein. Seit dieser Zeit bildete er sich durch juristische und volkswirtschaftliche Privatstudien weiter. Seinen Lebensunterhalt verdiente Späing nun als Kaufmann in Stettin.
1923/24 nahm Späing am Ruhrkampf gegen die Franzosen teil. Diese verurteilten ihn schließlich in Abwesenheit; Späing war zuvor aus dem Gefängnis geflohen.
Mitte der 1920er Jahre trat Späing in die Nationalsozialistische Deutsche Arbeiterpartei (NSDAP) ein. In den folgenden Jahren beteiligte er sich als Ortsgruppenleiter am Ausbau der NSDAP zu einer Massenorganisation und, nach dem Einsetzen der Krise der Republik 1929/30, trat er auch als Kreis- und Gauredner hervor. 1926 wurde Späing zudem Mitglied der Sturmabteilung (SA), der Parteiarmee der NSDAP, in der er den Rang eines SA-Obergruppenführers erreichte, und der Schutzstaffel (SS). In diesen Jahren beteiligte er sich auch häufig an Straßenkämpfen mit den politischen Gegnern der Nationalsozialisten, wobei er nach eigenen Angaben mindestens einmal verwundet wurde. Außerdem wurde er den Reichstagshandbüchern zufolge in den Jahren vor dem Machtantritt der Nationalsozialisten zweimal wegen politischer Vergehen verhaftet.
Bei der Reichstagswahl vom Juli 1932 wurde Späing als Kandidat seiner Partei für den Wahlkreis 6 (Pommern) in den Reichstag gewählt, dem er zunächst bis zur Wahl vom November 1932 angehörte.

### Zeit des Nationalsozialismus
Nach der nationalsozialistischen „Machtergreifung“ 1933 war Späing Gründer und Leiter mehrerer SA-Schulen. Außerdem war er von 1933 bis 1935 Inspekteur und Leiter der Weltanschaulichen Schulung in den Schulen des Chefs der SA. Seit 1934 war er zudem Mitglied des Volksgerichtshofes. 1935 heiratete er in Wernigerode Erika, die Tochter eines Buchdruckers.
Nach der Reichstagswahl vom März 1936, zu der nur Kandidaten der NSDAP zugelassen waren, erhielt Späing ein neues Mandat für den Reichstag, dem er nun bis zum Zusammenbruch des NS-Staates im Mai 1945 angehörte. Im Parlament vertrat Späing von März 1936 bis April 1938 den Wahlkreis 2 (Berlin West) und von April 1938 bis Mai 1945 den Wahlkreis 12 (Thüringen). Seit 1938 wohnte er in Langensalza, dem Sitz des Landkreises. 1942 wurde er zum SA-Obergruppenführer befördert. Als Landrat fungierte er als Führer des Volkssturms und wurde von den Briten gefangen genommen.
Darüber hinaus schrieb Späing mehrere Artikel, in denen er sich zu Themen wie Sport und Leibesübungen vom nationalsozialistischen Standpunkt annäherte.